# Dardan (Rapper)/Diskografie
Diese Diskografie ist eine Übersicht über die musikalischen Werke des deutschen Rappers Dardan. Den Schallplattenauszeichnungen zufolge hat er bisher mehr als 3,2 Millionen Tonträger verkauft. Seine erfolgreichsten Veröffentlichungen sind die Singles Facetime und Coco Mama mit je über 490.000 verkauften Einheiten.

## Alben

### Studioalben
| Jahr | Titel Musiklabel                               | Höchstplatzierung, Gesamtwochen, AuszeichnungChartplatzierungen (Jahr, Titel, Musiklabel, Platzierungen, Wochen, Auszeichnungen, Anmerkungen) | Höchstplatzierung, Gesamtwochen, AuszeichnungChartplatzierungen (Jahr, Titel, Musiklabel, Platzierungen, Wochen, Auszeichnungen, Anmerkungen) | Höchstplatzierung, Gesamtwochen, AuszeichnungChartplatzierungen (Jahr, Titel, Musiklabel, Platzierungen, Wochen, Auszeichnungen, Anmerkungen) | Anmerkungen                                              |
| Jahr | Titel Musiklabel                               | DE | AT | CH | Anmerkungen                                              |
| ---- | ---------------------------------------------- | --- | --- | --- | -------------------------------------------------------- |
| 2017 | Hallo Deutschrap Thirtysevensounds (recordJet) | DE25 (1 Wo.)DE | AT44 (1 Wo.)AT | CH11 (1 Wo.)CH | Erstveröffentlichung: 19. Mai 2017                       |
| 2019 | Sorry… Hypnotize Entertainment (Urban)         | DE19 (3 Wo.)DE | AT32 (2 Wo.)AT | CH17 Gold · (1 Wo.)CH | Erstveröffentlichung: 16. August 2019 Verkäufe: + 10.000 |
| 2020 | Soko Disko Hypnotize Entertainment (Urban)     | DE19 (6 Wo.)DE | AT10 (2 Wo.)AT | CH8 Platin · (4 Wo.)CH | Erstveröffentlichung: 22. Mai 2020 Verkäufe: + 20.000    |
| 2021 | Mister Dardy Hypnotize Entertainment (Urban)   | DE9 (3 Wo.)DE | AT10 (2 Wo.)AT | CH11 Gold · (1 Wo.)CH | Erstveröffentlichung: 4. Februar 2021 Verkäufe: + 10.000 |
| 2022 | DardyNextDoor Hypnotize Entertainment (Urban)  | DE11 (2 Wo.)DE | AT46 (1 Wo.)AT | CH17 (2 Wo.)CH | Erstveröffentlichung: 28. Juli 2022                      |
| 2023 | Dardania Hypnotize Entertainment (GA)          | DE54 (1 Wo.)DE | AT29 (1 Wo.)AT | CH9 (3 Wo.)CH | Erstveröffentlichung: 29. September 2023                 |
| 2024 | Mr. Untouchable Hypnotize Entertainment (GA)   | DE10 (2 Wo.)DE | AT17 (1 Wo.)AT | CH5 (3 Wo.)CH | Erstveröffentlichung: 8. November 2024                   |

### Kollaboalben
| Jahr | Titel Musiklabel                                           | Höchstplatzierung, Gesamtwochen, AuszeichnungChartplatzierungen (Jahr, Titel, Musiklabel, Platzierungen, Wochen, Auszeichnungen, Anmerkungen) | Höchstplatzierung, Gesamtwochen, AuszeichnungChartplatzierungen (Jahr, Titel, Musiklabel, Platzierungen, Wochen, Auszeichnungen, Anmerkungen) | Höchstplatzierung, Gesamtwochen, AuszeichnungChartplatzierungen (Jahr, Titel, Musiklabel, Platzierungen, Wochen, Auszeichnungen, Anmerkungen) | Anmerkungen                                  |
| Jahr | Titel Musiklabel                                           | DE | AT | CH | Anmerkungen                                  |
| ---- | ---------------------------------------------------------- | --- | --- | --- | -------------------------------------------- |
| 2024 | Eurosport Fastlife Records • Hypnotize Entertainment (WMG) | DE1 (8 Wo.)DE | AT8 (5 Wo.)AT | CH2 (12 Wo.)CH | Erstveröffentlichung: 28. Juni 2024 mit Azet |

### EPs
| Jahr | Titel Musiklabel                                           | Höchstplatzierung, Gesamtwochen, AuszeichnungChartplatzierungen (Jahr, Titel, Musiklabel, Platzierungen, Wochen, Auszeichnungen, Anmerkungen) | Höchstplatzierung, Gesamtwochen, AuszeichnungChartplatzierungen (Jahr, Titel, Musiklabel, Platzierungen, Wochen, Auszeichnungen, Anmerkungen) | Höchstplatzierung, Gesamtwochen, AuszeichnungChartplatzierungen (Jahr, Titel, Musiklabel, Platzierungen, Wochen, Auszeichnungen, Anmerkungen) | Anmerkungen                                                         |
| Jahr | Titel Musiklabel                                           | DE | AT | CH | Anmerkungen                                                         |
| ---- | ---------------------------------------------------------- | --- | --- | --- | ------------------------------------------------------------------- |
| 2018 | Dardy Luther King (Pt. I) Hypnotize Entertainment (Urban)  | DE13 (1 Wo.)DE | AT54 (1 Wo.)AT | CH54 Gold · (1 Wo.)CH | Erstveröffentlichung: 23. März 2018 Verkäufe: + 10.000              |
| 2018 | Dardy Luther King (Pt. II) Hypnotize Entertainment (Urban) | — | — | — | Erstveröffentlichung: 6. Juli 2018                                  |
| 2018 | Hypnotize Hypnotize Entertainment (Urban)                  | DE61 (1 Wo.)DE | — | CH65 (1 Wo.)CH | Erstveröffentlichung: 17. August 2018                               |
| 2020 | Rush Hour Hypnotize Entertainment (Urban)                  | — | — | — | Erstveröffentlichung: 4. September 2020 mit Monet192                |
| 2021 | Emerald Hypnotize Entertainment (Urban)                    | — | AT48 (1 Wo.)AT | CH50 Gold · (1 Wo.)CH | Erstveröffentlichung: 4. November 2021 Verkäufe: + 10.000; mit Nimo |
| 2022 | Blackrock Hypnotize Entertainment (Urban)                  | — | — | — | Erstveröffentlichung: 15. Dezember 2022 mit Nimo                    |

## Singles

### Als Leadmusiker
| Jahr | Titel Album                                    | Höchstplatzierung, Gesamtwochen, AuszeichnungChartplatzierungen (Jahr, Titel, Album, Platzierungen, Wochen, Auszeichnungen, Anmerkungen) | Höchstplatzierung, Gesamtwochen, AuszeichnungChartplatzierungen (Jahr, Titel, Album, Platzierungen, Wochen, Auszeichnungen, Anmerkungen) | Höchstplatzierung, Gesamtwochen, AuszeichnungChartplatzierungen (Jahr, Titel, Album, Platzierungen, Wochen, Auszeichnungen, Anmerkungen) | Anmerkungen                                                                                       |
| Jahr | Titel Album                                    | DE | AT | CH | Anmerkungen                                                                                       |
| --- | ---------------------------------------------- | --- | --- | --- | ------------------------------------------------------------------------------------------------- |
| 2017 | Mister Dardy Hallo Deutschrap                  | — | — | — | Erstveröffentlichung: 14. Januar 2017                                                             |
| 2017 | Kripos jagen mich Hallo Deutschrap             | — | — | — | Erstveröffentlichung: 25. April 2017                                                              |
| 2017 | Miami Vibes Hallo Deutschrap                   | — | — | — | Erstveröffentlichung: 25. April 2017                                                              |
| 2017 | Telefon Dardy Luther King (Pt. I)              | DE25 (9 Wo.)DE | AT41 (10 Wo.)AT | CH43 (2 Wo.)CH | Erstveröffentlichung: 15. September 2017 feat. Nimo                                               |
| 2018 | Airmax gegen Kopf Dardy Luther King (Pt. I)    | DE28 Gold · (7 Wo.)DE | AT62 (2 Wo.)AT | CH71 Gold · (1 Wo.)CH | Erstveröffentlichung: 2. Februar 2018 Verkäufe: + 210.000; feat. Luciano                          |
| 2018 | Piccos Dardy Luther King (Pt. II)              | DE32 (4 Wo.)DE | AT37 (3 Wo.)AT | CH81 Gold · (1 Wo.)CH | Erstveröffentlichung: 25. Mai 2018 Verkäufe: + 10.000; feat. Nimo                                 |
| 2018 | Fuego Dardy Luther King (Pt. II)               | DE69 (1 Wo.)DE | — | — | Erstveröffentlichung: 15. Juni 2018                                                               |
| 2018 | Ferragamo Ghostface Dardy Luther King (Pt. II) | — | — | — | Erstveröffentlichung: 28. Juni 2018 feat. Ufo361                                                  |
| 2018 | Wakka Flocka Flame Hypnotize                   | — | — | — | Erstveröffentlichung: 27. Juli 2018                                                               |
| 2018 | Facetime Hypnotize                             | DE7 Platin · (33 Wo.)DE | AT22 Platin · (22 Wo.)AT | CH39 ×3Dreifachplatin · (12 Wo.)CH | Erstveröffentlichung: 17. August 2018 Verkäufe: + 490.000                                         |
| 2019 | Coco Mama Sorry…                               | DE4 Platin · (21 Wo.)DE | AT9 Platin · (14 Wo.)AT | CH12 ×3Dreifachplatin · (12 Wo.)CH | Erstveröffentlichung: 5. April 2019 Verkäufe: + 490.000                                           |
| 2019 | Sorry Sorry…                                   | DE29 (2 Wo.)DE | AT43 (1 Wo.)AT | CH63 (1 Wo.)CH | Erstveröffentlichung: 17. Mai 2019                                                                |
| 2019 | A Milly Sorry…                                 | DE19 (4 Wo.)DE | AT22 (3 Wo.)AT | CH20 Platin · (3 Wo.)CH | Erstveröffentlichung: 31. Mai 2019 Verkäufe: + 20.000; feat. Mozzik                               |
| 2019 | Wer macht Para 2 Sorry…                        | DE5 (5 Wo.)DE | AT10 (3 Wo.)AT | CH14 Gold · (3 Wo.)CH | Erstveröffentlichung: 21. Juni 2019 Verkäufe: + 10.000; feat. Eno                                 |
| 2019 | Komm zu Hypnotize Sorry…                       | DE21 (4 Wo.)DE | AT50 (2 Wo.)AT | CH51 Gold · (1 Wo.)CH | Erstveröffentlichung: 5. Juli 2019 Verkäufe: + 10.000                                             |
| 2019 | Kadale Sorry…                                  | DE23 (5 Wo.)DE | AT36 (2 Wo.)AT | CH38 Platin · (2 Wo.)CH | Erstveröffentlichung: 19. Juli 2019 Verkäufe: + 20.000                                            |
| 2020 | 6AM......... Soko Disko                        | DE4 Gold · (10 Wo.)DE | AT15 Gold · (5 Wo.)AT | CH19 Platin · (4 Wo.)CH | Erstveröffentlichung: 10. Januar 2020 Verkäufe: + 235.000                                         |
| 2020 | Dayyytona Soko Disko                           | DE5 (7 Wo.)DE | AT11 (4 Wo.)AT | CH17 Platin · (4 Wo.)CH | Erstveröffentlichung: 28. Februar 2020 Verkäufe: + 20.000                                         |
| 2020 | Hotel Soko Disko                               | DE2 Gold · (15 Wo.)DE | AT6 Gold · (6 Wo.)AT | CH4 ×3Dreifachplatin · (11 Wo.)CH | Erstveröffentlichung: 20. März 2020 Verkäufe: + 275.000; feat. Monet192                           |
| 2020 | Wie lang????????? Soko Disko                   | DE9 (5 Wo.)DE | AT14 (3 Wo.)AT | CH26 Gold · (2 Wo.)CH | Erstveröffentlichung: 17. April 2020 Verkäufe: + 10.000                                           |
| 2020 | Viele Soko Disko                               | DE19 (4 Wo.)DE | AT16 (2 Wo.)AT | CH20 Gold · (2 Wo.)CH | Erstveröffentlichung: 1. Mai 2020 Verkäufe: + 10.000; feat. Veysel                                |
| 2020 | Favela Soko Disko                              | DE11 (4 Wo.)DE | AT19 (2 Wo.)AT | CH26 Gold · (2 Wo.)CH | Erstveröffentlichung: 22. Mai 2020 Verkäufe: + 10.000                                             |
| 2020 | Ma Bae –                                       | DE15 Gold · (11 Wo.)DE | AT26 Gold · (10 Wo.)AT | CH34 ×2Doppelplatin · (5 Wo.)CH | Erstveröffentlichung: 24. Juli 2020 Verkäufe: + 255.000                                           |
| 2020 | Details –                                      | DE32 (2 Wo.)DE | AT60 (1 Wo.)AT | CH73 (1 Wo.)CH | Erstveröffentlichung: 14. August 2020 feat. Reezy                                                 |
| 2020 | Gar kein Bock Rush Hour                        | DE40 (1 Wo.)DE | AT58 (1 Wo.)AT | CH46 Gold · (1 Wo.)CH | Erstveröffentlichung: 20. August 2020 Verkäufe: + 10.000; mit Monet192                            |
| 2020 | Mailbox Mister Dardy                           | DE7 Gold · (12 Wo.)DE | AT21 (3 Wo.)AT | CH21 Platin · (5 Wo.)CH | Erstveröffentlichung: 2. Oktober 2020 Verkäufe: + 220.000; feat. Hava                             |
| 2020 | Who the Fuck Is This? Mister Dardy             | DE42 (1 Wo.)DE | — | CH97 (1 Wo.)CH | Erstveröffentlichung: 5. November 2020 feat. Gunboi                                               |
| 2020 | Ka je Mister Dardy                             | DE21 (4 Wo.)DE | AT41 (1 Wo.)AT | CH25 Platin · (3 Wo.)CH | Erstveröffentlichung: 10. Dezember 2020 Verkäufe: + 20.000                                        |
| 2021 | Vija vija Mister Dardy                         | DE14 (4 Wo.)DE | AT16 (2 Wo.)AT | CH13 Gold · (4 Wo.)CH | Erstveröffentlichung: 14. Januar 2021 Verkäufe: + 10.000                                          |
| 2021 | GTA –                                          | DE14 (4 Wo.)DE | AT25 (1 Wo.)AT | CH23 Gold · (2 Wo.)CH | Erstveröffentlichung: 25. Juni 2021 Verkäufe: + 10.000                                            |
| 2021 | Cloud 7 –                                      | DE12 (4 Wo.)DE | AT20 (3 Wo.)AT | CH36 Gold · (2 Wo.)CH | Erstveröffentlichung: 5. August 2021 Verkäufe: + 10.000; feat. Cro                                |
| 2021 | B.I.B.O. Emerald                               | DE11 Gold · (15 Wo.)DE | AT9 Gold · (7 Wo.)AT | CH15 ×2Doppelplatin · (7 Wo.)CH | Erstveröffentlichung: 26. August 2021 Verkäufe: + 255.000; mit Nimo                               |
| 2021 | Para Drill Emerald                             | DE18 (3 Wo.)DE | AT36 (1 Wo.)AT | CH28 Gold · (2 Wo.)CH | Erstveröffentlichung: 23. September 2021 Verkäufe: + 10.000; mit Nimo                             |
| 2021 | Per ty Emerald                                 | DE14 (5 Wo.)DE | AT19 (4 Wo.)AT | CH14 Platin · (5 Wo.)CH | Erstveröffentlichung: 14. Oktober 2021 Verkäufe: + 20.000; mit Nimo feat. Mozzik                  |
| 2022 | I Don’t Wanna Party No More DardyNextDoor      | DE33 (1 Wo.)DE | AT65 (1 Wo.)AT | CH51 (1 Wo.)CH | Erstveröffentlichung: 3. März 2022                                                                |
| 2022 | Paris DardyNextDoor                            | DE26 (2 Wo.)DE | AT46 (1 Wo.)AT | CH37 (1 Wo.)CH | Erstveröffentlichung: 31. März 2022                                                               |
| 2022 | Obsessed DardyNextDoor                         | DE8 (6 Wo.)DE | AT5 (6 Wo.)AT | CH9 Gold · (3 Wo.)CH | Erstveröffentlichung: 5. Mai 2022 Verkäufe: + 10.000; feat. RAF Camora                            |
| 2022 | Prime DardyNextDoor                            | DE42 (1 Wo.)DE | — | CH69 (1 Wo.)CH | Erstveröffentlichung: 19. Mai 2022 feat. Omar                                                     |
| 2022 | Bandita DardyNextDoor                          | DE54 (1 Wo.)DE | — | CH37 (1 Wo.)CH | Erstveröffentlichung: 2. Juni 2022 feat. Noizy                                                    |
| 2022 | Day & Night DardyNextDoor                      | DE42 (1 Wo.)DE | — | CH68 (1 Wo.)CH | Erstveröffentlichung: 16. Juni 2022 feat. Hava                                                    |
| 2022 | On Fire DardyNextDoor                          | DE46 (1 Wo.)DE | — | CH72 (1 Wo.)CH | Erstveröffentlichung: 30. Juni 2022 feat. Ricky Rich                                              |
| 2022 | Mi amor DardyNextDoor                          | DE50 (1 Wo.)DE | — | CH83 (1 Wo.)CH | Erstveröffentlichung: 14. Juli 2022 feat. Bené                                                    |
| 2022 | Parfum DardyNextDoor                           | — | — | — | Erstveröffentlichung: 27. Juli 2022                                                               |
| 2022 | Money –                                        | DE97 (1 Wo.)DE | — | — | Erstveröffentlichung: 12. August 2022 mit Azad & Yustinez ZA                                      |
| 2022 | Millionär Blackrock                            | DE66 (1 Wo.)DE | — | — | Erstveröffentlichung: 27. Oktober 2022 mit Nimo                                                   |
| 2022 | Ende Blackrock                                 | DE54 (1 Wo.)DE | — | CH63 (1 Wo.)CH | Erstveröffentlichung: 17. November 2022 mit Nimo                                                  |
| 2022 | Nur dich Blackrock                             | DE71 (1 Wo.)DE | — | CH78 (1 Wo.)CH | Erstveröffentlichung: 1. Dezember 2022 mit Nimo                                                   |
| 2022 | One More Time Blackrock                        | DE— aDE | — | — | Erstveröffentlichung: 14. Dezember 2022 mit Nimo feat. Devon                                      |
| 2023 | Laufen Dardania                                | DE36 (1 Wo.)DE | AT61 (1 Wo.)AT | CH32 (1 Wo.)CH | Erstveröffentlichung: 17. Februar 2023                                                            |
| 2023 | Manolo Dardania                                | DE30 (3 Wo.)DE | AT63 (1 Wo.)AT | CH26 (2 Wo.)CH | Erstveröffentlichung: 26. Mai 2023                                                                |
| 2023 | Malli Dardania                                 | DE7 (7 Wo.)DE | AT16 (1 Wo.)AT | CH1 (9 Wo.)CH | Erstveröffentlichung: 7. Juli 2023 feat. Azet                                                     |
| 2023 | Pse Dardania                                   | DE19 (3 Wo.)DE | AT29 (1 Wo.)AT | CH2 (6 Wo.)CH | Erstveröffentlichung: 18. August 2023                                                             |
| 2023 | Penelope Dardania                              | DE62 (1 Wo.)DE | — | CH40 (1 Wo.)CH | Erstveröffentlichung: 22. September 2023                                                          |
| 2024 | Eurosport                                      | DE9 (6 Wo.)DE | AT12 (5 Wo.)AT | CH7 (6 Wo.)CH | Erstveröffentlichung: 12. April 2024 mit Azet                                                     |
| 2024 | Pa mu Eurosport                                | DE13 (13 Wo.)DE | AT18 (10 Wo.)AT | CH6 (8 Wo.)CH | Erstveröffentlichung: 3. Mai 2024 mit Azet                                                        |
| 2024 | Bebe Eurosport                                 | DE23 (3 Wo.)DE | AT40 (2 Wo.)AT | CH18 (3 Wo.)CH | Erstveröffentlichung: 24. Mai 2024 mit Azet                                                       |
| 2024 | Ekipa Eurosport                                | DE52 (1 Wo.)DE | AT68 (1 Wo.)AT | CH46 (1 Wo.)CH | Erstveröffentlichung: 14. Juni 2024 mit Azet                                                      |
| 2024 | Wie du Mr. Untouchable                         | DE69 (1 Wo.)DE | — | — | Erstveröffentlichung: 26. Juli 2024                                                               |
| 2024 | RiRi Mr. Untouchable                           | DE89 (1 Wo.)DE | — | CH93 (1 Wo.)CH | Erstveröffentlichung: 30. August 2024                                                             |
| 2024 | Ich bring dir keine Blumen Mr. Untouchable     | DE30 (3 Wo.)DE | AT36 (1 Wo.)AT | CH27 (2 Wo.)CH | Erstveröffentlichung: 20. September 2024                                                          |
| 2024 | Blanco Mr. Untouchable                         | DE27 (4 Wo.)DE | AT37 (3 Wo.)AT | CH20 (4 Wo.)CH | Erstveröffentlichung: 18. Oktober 2024                                                            |
| 2024 | Origin Mr. Untouchable                         | — | — | CH99 (1 Wo.)CH | Erstveröffentlichung: 1. November 2024 feat. Lacrim                                               |
| 2025 | Wer macht Para 3 –                             | DE15 (2 Wo.)DE | AT20 (1 Wo.)AT | CH31 (1 Wo.)CH | Erstveröffentlichung: 21. Februar 2025 feat. Eno & Daniel Slump                                   |
| 2025 | Schmerz –                                      | DE9 (7 Wo.)DE | AT14 (3 Wo.)AT | CH11 (3 Wo.)CH | Erstveröffentlichung: 25. April 2025                                                              |
| 2025 | Tutto bene –                                   | DE9 (… Wo.)DE | AT9 (6 Wo.)AT | CH3 (5 Wo.)CH | Erstveröffentlichung: 6. Juni 2025 feat. Morad                                                    |
| 2025 | 19 Uhr –                                       | — | — | CH62 (1 Wo.)CH | Erstveröffentlichung: 3. Juli 2025 mit Tingulli Trent                                             |
| 2025 | Luje –                                         | DE31 (1 Wo.)DE | AT45 (1 Wo.)AT | CH22 (1 Wo.)CH | Erstveröffentlichung: 4. Juli 2025                                                                |
| 2025 | Mi amor 2.0 –                                  | DE61 (1 Wo.)DE | AT69 (1 Wo.)AT | CH67 (1 Wo.)CH | Erstveröffentlichung: 18. Juli 2025 feat. II Ghost & LJK                                          |
| 2025 | Qa ki? –                                       | — | — | CH82 (… Wo.)CH | Erstveröffentlichung: 25. Juli 2025 mit Kidda & Kida                                              |
| 2025 | Highlight –                                    | DE56 (… Wo.)DE | — | — | Erstveröffentlichung: 8. August 2025 feat. Jamin                                                  |
| Folgende Lieder erschienen nicht als Single, wurden aber durch das Album zum Download und Streaming bereitgestellt und konnten somit eine Platzierung erlangen: |                                                | | | |                                                                                                   |
| |                                                | | | |                                                                                                   |
| 2018 | Ice Dardy Luther King (Pt. II)                 | DE84 (1 Wo.)DE | — | — | Videoauskopplung: 6. Juli 2018 Charteinstieg: 13. Juli 2018                                       |
| 2019 | Genauso Sorry…                                 | DE19 Gold · (13 Wo.)DE | AT26 Gold · (10 Wo.)AT | CH40 ×2Doppelplatin · (3 Wo.)CH | Videoauskopplung: 16. August 2019 Charteinstieg: 25. August 2019 Verkäufe: + 255.000; feat. Xiara |
| 2020 | Aventador Soko Disko                           | DE20 (3 Wo.)DE | AT35 (1 Wo.)AT | CH58 (1 Wo.)CH | Videoauskopplung: 5. Juni 2020 Charteinstieg: 12. Juni 2020 feat. Eno & Noah                      |
| 2020 | Gib mir nicht die Schuld Soko Disko            | — | — | CH79 (1 Wo.)CH | Charteinstieg: 14. Juni 2020 feat. Loredana                                                       |
| 2020 | Gigi Rush Hour                                 | DE27 (1 Wo.)DE | AT54 (1 Wo.)AT | CH50 (1 Wo.)CH | Videoauskopplung: 4. September 2020 Charteinstieg: 11. September 2020 mit Monet192                |
| 2021 | Coke Light Mister Dardy                        | DE12 (4 Wo.)DE | AT21 (1 Wo.)AT | CH25 Gold · (2 Wo.)CH | Videoauskopplung: 5. Februar 2021 Charteinstieg: 12. Februar 2021 Verkäufe: + 10.000              |
| 2021 | 2011 Emerald                                   | DE— bDE | AT53 (1 Wo.)AT | CH52 Gold · (1 Wo.)CH | Videoauskopplung: 5. November 2021 Charteinstieg: 14. November 2021 Verkäufe: + 10.000; mit Nimo  |
| 2023 | Escalade Dardania                              | DE72 (1 Wo.)DE | — | CH83 (1 Wo.)CH | Videoauskopplung: 29. September 2023 Charteinstieg: 6. Oktober 2023                               |
| 2024 | Dale Eurosport                                 | DE69 (1 Wo.)DE | — | CH67 (1 Wo.)CH | Charteinstieg: 5. Juli 2024 mit Azet                                                              |
| 2024 | Eurosport                                      | DE— cDE | — | — | Charteinstieg: 5. Juli 2024 mit Azet                                                              |
| 2024 | Apartment DardyNextDoor                        | DE— dDE | — | — | Charteinstieg: 12. Juli 2024 feat. Monet192                                                       |

### Als Gastmusiker
| Jahr | Titel Album                      | Höchstplatzierung, Gesamtwochen, AuszeichnungChartplatzierungen (Jahr, Titel, Album, Platzierungen, Wochen, Auszeichnungen, Anmerkungen) | Höchstplatzierung, Gesamtwochen, AuszeichnungChartplatzierungen (Jahr, Titel, Album, Platzierungen, Wochen, Auszeichnungen, Anmerkungen) | Höchstplatzierung, Gesamtwochen, AuszeichnungChartplatzierungen (Jahr, Titel, Album, Platzierungen, Wochen, Auszeichnungen, Anmerkungen) | Anmerkungen |
| Jahr | Titel Album                      | DE | AT | CH | Anmerkungen |
| --- | -------------------------------- | --- | --- | --- | --- |
| 2017 | LFR (Remix) –                    | DE— eDE | AT— eAT | CH— eCH | Erstveröffentlichung: 21. April 2017 Nimo feat. Celo & Abdi, Dardan & Hanybal |
| 2017 | Grün, gelb & lila –              | — | — | — | Erstveröffentlichung: 26. Mai 2017 Eno feat. Dardan |
| 2017 | Tango & Cash –                   | — | — | — | Erstveröffentlichung: 15. Dezember 2017 Buta feat. Dardan |
| 2018 | Knast oder Tod (Remix) –         | — | — | — | Erstveröffentlichung: 7. Januar 2018 Nate57 feat. Dardan |
| 2018 | Traumzone –                      | — | — | — | Erstveröffentlichung: 24. August 2018 Toksi feat. Dardan |
| 2018 | Mi corazón –                     | — | — | — | Erstveröffentlichung: 31. August 2018 Rooz feat. Dardan & Jayem |
| 2018 | Caipirinha –                     | — | — | — | Erstveröffentlichung: 5. Oktober 2018 Jubin feat. Dardan |
| 2019 | Licht Fieber                     | DE19 (3 Wo.)DE | AT53 (1 Wo.)AT | — | Erstveröffentlichung: 1. März 2019 Bausa feat. Dardan |
| 2019 | Perfekt (Remix) Press Play       | DE— eDE | AT— eAT | CH— eCH | Erstveröffentlichung: 18. Oktober 2019 AriBeatz feat. Dardan, RAF Camora & Sofiane |
| 2019 | Wo??? Cemappelle                 | DE54 (2 Wo.)DE | — | — | Erstveröffentlichung: 24. Oktober 2019 Patron feat. Dardan |
| 2019 | Standort Lombardi                | DE31 (2 Wo.)DE | — | — | Erstveröffentlichung: 6. Dezember 2019 Pietro Lombardi feat. Dardan |
| 2020 | Ne reviens pas (Remix) Zone 59   | DE— eDE | — | CH— eCH | Erstveröffentlichung: 26. Juni 2020 Gradur feat. Dardan |
| 2021 | Habibi –                         | DE29 Gold · (3 Wo.)DE | AT52 (1 Wo.)AT | CH46 (3 Wo.)CH | Erstveröffentlichung: 5. März 2021 Verkäufe: + 200.000; Ricky Rich feat. Dardan & Zuna |
| 2021 | Pale –                           | DE57 (1 Wo.)DE | AT51 (1 Wo.)AT | CH26 (3 Wo.)CH | Erstveröffentlichung: 12. März 2021 Kidda feat. Dardan |
| 2021 | Pull Up (Remix) –                | DE82 (1 Wo.)DE | — | — | Erstveröffentlichung: 22. Oktober 2021 Isong feat. Dardan |
| 2021 | High Segen und Fluch             | DE7 (8 Wo.)DE | AT8 (2 Wo.)AT | CH9 (5 Wo.)CH | Erstveröffentlichung: 12. November 2021 Hava feat. Dardan |
| 2022 | Alles gut –                      | DE23 (2 Wo.)DE | AT27 (2 Wo.)AT | CH11 (4 Wo.)CH | Erstveröffentlichung: 21. Januar 2022 Noizy feat. Dardan & Jugglerz |
| 2022 | Warum bist du so Emotions        | DE60 (1 Wo.)DE | — | — | Erstveröffentlichung: 13. April 2022 Mike Singer feat. Dardan |
| 2022 | Ratchet Rmx –                    | DE— eDE | — | CH— eCH | Erstveröffentlichung: 1. Juli 2022 Summer Cem feat. Dardan, KC Rebell, Nimo & Reezy |
| 2022 | Soho –                           | — | — | — | Erstveröffentlichung: 8. Dezember 2022 Billa Joe & Vøgue feat. Dardan |
| 2022 | Coco 2.0 –                       | DE87 (1 Wo.)DE | AT50 Gold · (1 Wo.)AT | CH71 (1 Wo.)CH | Erstveröffentlichung: 9. Dezember 2022 Verkäufe: + 15.000 Jala Brat feat. Buba Corelli, Dardan & RAF Camora |
| 2023 | Zangar zangar Kristall           | DE40 (1 Wo.)DE | AT70 (1 Wo.)AT | CH56 (1 Wo.)CH | Erstveröffentlichung: 9. März 2023 Kurdo feat. Dardan |
| 2023 | Du bist mein –                   | DE51 (1 Wo.)DE | AT75 (1 Wo.)AT | CH56 (1 Wo.)CH | Erstveröffentlichung: 17. März 2023 Makar feat. Dardan |
| 2023 | Glizzy Chaos                     | DE14 (2 Wo.)DE | AT24 (1 Wo.)AT | CH17 (1 Wo.)CH | Erstveröffentlichung: 30. März 2023 Jamule feat. Dardan |
| 2023 | Normal –                         | DE17 (6 Wo.)DE | AT29 (3 Wo.)AT | CH12 (4 Wo.)CH | Erstveröffentlichung: 9. Juni 2023 Hava feat. Dardan |
| 2023 | Gang –                           | DE17 (4 Wo.)DE | AT27 (2 Wo.)AT | CH7 (4 Wo.)CH | Erstveröffentlichung: 23. Juni 2023 Azet feat. Dardan |
| 2023 | Sim –                            | DE86 (1 Wo.)DE | — | — | Erstveröffentlichung: 3. August 2023 Eno feat. Dardan |
| 2023 | Killa Kein Märchen               | DE96 (1 Wo.)DE | — | — | Erstveröffentlichung: 8. September 2023 Hava feat. Dardan |
| 2023 | Policia –                        | — | — | CH91 (1 Wo.)CH | Erstveröffentlichung: 15. September 2023 Bardhi feat. Dardan & Il Ghost |
| 2023 | Hollywood Hills –                | DE72 (1 Wo.)DE | — | — | Erstveröffentlichung: 6. Oktober 2023 Menju feat. Dardan & Monet192 |
| 2023 | Easy Go –                        | DE56 (1 Wo.)DE | — | CH56 (1 Wo.)CH | Erstveröffentlichung: 13. Oktober 2023 Samra feat. Dardan |
| 2023 | Una palabra –                    | DE— fDE | — | — | Erstveröffentlichung: 26. Oktober 2023 Veysel feat. Dardan |
| 2023 | Baby schrei –                    | DE37 (1 Wo.)DE | — | CH76 (1 Wo.)CH | Erstveröffentlichung: 8. Dezember 2023 Yakary feat. Dardan |
| 2024 | Nihna –                          | — | — | CH92 (1 Wo.)CH | Erstveröffentlichung: 11. Juli 2024 Elvana Gjata feat. Dardan & Çelik Lipa |
| 2024 | Für immer –                      | DE40 (1 Wo.)DE | — | CH84 (1 Wo.)CH | Erstveröffentlichung: 11. Oktober 2024 Hava feat. Dardan |
| 2025 | Bissu dumm ¿ (Megalodon Remix) – | DE8 (4 Wo.)DE | AT15 (2 Wo.)AT | CH19 (2 Wo.)CH | Erstveröffentlichung: 16. April 2025 Bonez MC & Nate57 feat. AchtVier, AK 33, AK Ausserkontrolle, Azad, Big Toe, Caney030, Celo & Abdi, Crackaveli, Curse, Dardan, Die P, Eno, Finch, Frauenarzt, Hakan Abi, Haze, Jaill, Jan Delay, Jonesmann, Juju, Kaisa Natron, Kolja Goldstein, Kontra K, Kwam.E, Laas Unltd., LX, Makko, Massiv, MP Freshly, Nizi19, Olexesh, OTW, Reeperbahn Kareem, Sa4, Saliou, Samra, Sido, Silva, Sil3A, Ski Aggu, Tom Hengst, Vega, Veysel, Zined |
| Folgende Lieder erschienen nicht als Single, wurden aber durch das Album zum Download und Streaming bereitgestellt und konnten somit eine Platzierung erlangen: |                                  | | | | |
| |                                  | | | | |
| 2020 | SoSo Medical Heartbreak          | DE28 (3 Wo.)DE | AT52 (1 Wo.)AT | CH34 (2 Wo.)CH | Videoauskopplung: 19. Juni 2020 Charteinstieg: 26. Juni 2020 Monet192 feat. Dardan |
| 2021 | Geister                          | DE— gDE | — | — | Charteinstieg: 9. April 2021 Noah feat. Dardan |
| 2023 | Model XV RR Edition              | DE27 (2 Wo.)DE | AT11 (3 Wo.)AT | CH36 (1 Wo.)CH | Charteinstieg: 15. September 2023 RAF Camora feat. Dardan & Jamule |

## Musikvideos
| Jahr | Titel                          | Regie                          |
| ---- | ------------------------------ | ------------------------------ |
| 2016 | Kripos jagen mich              | Omelijan                       |
| 2017 | Mister Dardy                   | Omelijan                       |
| 2017 | Miami Vibes                    | Omelijan                       |
| 2017 | Grün, gelb & lila              | Adrian Meschi                  |
| 2017 | Telefon                        | Omely                          |
| 2017 | Tango & Cash                   | rlséparomely                   |
| 2018 | Airmax gegen Kopf              | Omely                          |
| 2018 | Piccos                         | Omely                          |
| 2018 | Fuego                          | Fati.TV, Omely                 |
| 2018 | Ice                            | Fati.TV, Omely                 |
| 2018 | Wakka Flocka Flame             | Omely                          |
| 2018 | Facetime                       | Omely                          |
| 2018 | Mi corazón                     | Omely                          |
| 2018 | Traumzone                      | Breitband                      |
| 2019 | Coco Mama                      | Fati.TV                        |
| 2019 | Sorry                          | Fati.TV                        |
| 2019 | A Milly                        | Fati.TV                        |
| 2019 | Wer macht Para 2               | Fatv.TV, Omely                 |
| 2019 | Komm zu Hypnotize              | Omely                          |
| 2019 | Kadale                         | Fati.TV                        |
| 2019 | Licht                          | Ilja Altvater                  |
| 2019 | Genauso                        | Fati.TV                        |
| 2019 | Standort                       |                                |
| 2020 | 6AM.........                   | Fati.TV                        |
| 2020 | Dayyytona                      | Noah Kayma                     |
| 2020 | Hotel                          | Dominik Braz Bittrich          |
| 2020 | Wie lang?????????              | Fati.TV                        |
| 2020 | Viele                          | Dominik Braz Bittrich          |
| 2020 | Favela                         | Dominik Braz Bittrich          |
| 2020 | Aventador                      | Dominik Braz Bittrich          |
| 2020 | SoSo                           | Plug                           |
| 2020 | Ma Bae                         | Farhad Tahir                   |
| 2020 | Details                        | MacDuke                        |
| 2020 | Gar kein Bock                  | Inmotion                       |
| 2020 | Gigi                           | Inmotion                       |
| 2020 | Mailbox                        | Niko Kaouris                   |
| 2020 | Who the Fuck Is This?          | Maximilian Buck                |
| 2020 | Ka je                          | Niko Kaouris                   |
| 2021 | Vija vija                      | Fati.TV                        |
| 2021 | Coke Light                     | Fati.TV                        |
| 2021 | Pale                           | Valon Aziri                    |
| 2021 | GTA                            | Haris Dubica, Fati.tv          |
| 2021 | Cloud 7                        | Jakub Rzucidlo & Tatjana Wenig |
| 2021 | B.I.B.O.                       | Fati.TV                        |
| 2021 | Para Drill                     | MG Video                       |
| 2021 | Per ty                         | Fati.TV, Luka Katic            |
| 2021 | 2011                           | Adal Giorgis                   |
| 2021 | High                           | Fati.TV, Luca Katic            |
| 2022 | Alles gut                      |                                |
| 2022 | I Don’t Wanna Party No More    | Styffen                        |
| 2022 | Paris                          | Omely                          |
| 2022 | Prime                          | Omely                          |
| 2022 | Bandita                        | Omely                          |
| 2022 | Day & Night                    | Omely                          |
| 2022 | On Fire                        | Omely                          |
| 2022 | Mi amor                        | Omely                          |
| 2022 | Parfum                         | Mo.Creates, Offtheproject      |
| 2022 | Money                          | Max Elyx                       |
| 2022 | Millionär                      | Faismob                        |
| 2022 | Nur dich                       | MG Video                       |
| 2022 | One More Time                  |                                |
| 2023 | Laufen                         | Fati.TV                        |
| 2023 | Glizzy                         | Fati.TV                        |
| 2023 | Monolo                         | Fitim Rustemi                  |
| 2023 | Normal                         | Jakub Rzucidlo                 |
| 2023 | Gang                           | Fati.TV                        |
| 2023 | Malli                          | Fati.TV                        |
| 2023 | Sim                            | Matthias Georg Slomkowski      |
| 2023 | Pse                            | Fati.TV                        |
| 2023 | Killa                          | Jakub Rzucidlo                 |
| 2023 | Policia                        | Valon Aziri                    |
| 2023 | Penelope                       | Jakub Rzucidlo                 |
| 2023 | Escalade                       | Styffn, Timmy.Ty               |
| 2023 | Easy Go                        | Fati.TV                        |
| 2023 | Una palabra                    |                                |
| 2024 | Eurosport                      | Jakub Rzucidlo                 |
| 2024 | Pa mu                          | Jakub Rzucidlo                 |
| 2024 | Bebe                           | Jakub Rzucidlo                 |
| 2024 | Ekipa                          | Jakub Rzucidlo                 |
| 2024 | Nihna                          | Entermedia.tv                  |
| 2024 | Wie du                         | Jakub Rzucidlo                 |
| 2024 | RiRi                           | Jakub Rzucidlo                 |
| 2024 | Ich bring dir keine Blumen     | Jakub Rzucidlo                 |
| 2024 | Für immer                      | Tahsin Güney                   |
| 2024 | Blanco                         | Jakub Rzucidlo                 |
| 2025 | Wer macht Para 3               | Laura Voyelle                  |
| 2025 | Bissu dumm ¿ (Megalodon Remix) | Benny 030                      |
| 2025 | Schmerz                        | Rick.yng                       |
| 2025 | Tutto bene                     | Timmy.ty                       |
| 2025 | 19 Uhr                         | Can Kaharan                    |
| 2025 | Luje                           | Rick.yng                       |
| 2025 | Mi amor 2.0                    | Timmy Ty                       |
| 2025 | Qa ki?                         | Valon Aziri                    |
| 2025 | Highlight                      | Hüseyin Yildirim               |

## Boxsets
| Jahr | Titel Musiklabel                                  | Anmerkungen                           |
| ---- | ------------------------------------------------- | ------------------------------------- |
| 2018 | Dardy Luther King Hypnotize Entertainment (Urban) | Erstveröffentlichung: 17. August 2018 |

## Promoveröffentlichungen
| Jahr | Titel Album | Anmerkungen                           |
| ---- | ----------- | ------------------------------------- |
| 2017 | “Mámá” –    | Erstveröffentlichung: 2. Februar 2017 |

## Sonderveröffentlichungen
| Jahr | Titel Album                                  | Anmerkungen                                                                         |
| ---- | -------------------------------------------- | ----------------------------------------------------------------------------------- |
| 2017 | Keiner will mit dir tanzen Alles für die Fam | Erstveröffentlichung: 2. Juni 2017 Remoe feat. Dardan                               |
| 2017 | Polis Free O.G EP                            | Erstveröffentlichung: 17. Juni 2017 O.G. feat. Dardan & Yonii                       |
| 2017 | Komm Kolleg Blyat: Bonus EP                  | Erstveröffentlichung: 6. Oktober 2017 Capital Bra feat. Dardan                      |
| 2019 | Ozzy Osbourne Jackpott                       | Erstveröffentlichung: 8. März 2019 Sinan-G feat. Dardan                             |
| 2019 | Werbung Bohrmaschin                          | Erstveröffentlichung: 26. April 2019 Shqiptar feat. Dardan                          |
| 2019 | Licht Fieber                                 | Erstveröffentlichung: 21. Juni 2019 Bausa feat. Dardan                              |
| 2019 | Perfekt (Remix) Press Play                   | Erstveröffentlichung: 22. November 2019 AriBeatz feat. Dardan, RAF Camora & Sofiane |
| 2019 | Ne reviens pas (Remix) Zone 59               | Erstveröffentlichung: 29. November 2019 Gradur feat. Dardan                         |
| 2019 | Wo??? Cemappelle                             | Erstveröffentlichung: 27. Dezember 2019 Patron feat. Dardan                         |
| 2020 | Standort Lombardi                            | Erstveröffentlichung: 20. März 2020 Pietro Lombardi feat. Dardan                    |
| 2020 | Fancy Morukmodus 3                           | Erstveröffentlichung: 27. März 2020 Didi feat. Dardan                               |
| 2020 | SoSo Medical Heartbreak                      | Erstveröffentlichung: 19. Juni 2020 Monet192 feat. Dardan                           |
| 2020 | RAH Dondada                                  | Erstveröffentlichung: 20. August 2020 AJÈ feat. Dardan                              |
| 2020 | Love Love Skulpturë                          | Erstveröffentlichung: 1. Oktober 2020 Capital T feat. Dardan                        |
| 2020 | Farben Weiss                                 | Erstveröffentlichung: 4. Dezember 2020 Hava feat. Dardan                            |
| 2020 | Wheelie Yin und Yang                         | Erstveröffentlichung: 18. Dezember 2020 Kücük Efendi & Yung Kafa feat. Dardan       |
| 2021 | Geister                                      | Erstveröffentlichung: 2. April 2021 Noah feat. Dardan                               |
| 2021 | Indoor Ufos überm Block                      | Erstveröffentlichung: 30. September 2021 Hell Yes & Olexesh feat. Dardan            |
| 2022 | Hot Tek Tek                                  | Erstveröffentlichung: 6. Januar 2022 Omar feat. Dardan                              |
| 2022 | Vegeta Wesh                                  | Erstveröffentlichung: 4. Februar 2022 Ahmad Amin feat. Dardan                       |
| 2022 | High Segen und Fluch                         | Erstveröffentlichung: 11. März 2022 Hava feat. Dardan                               |
| 2022 | Warum bist du so Emotions                    | Erstveröffentlichung: 14. April 2022 Mike Singer feat. Dardan                       |
| 2023 | Glizzy Chaos                                 | Erstveröffentlichung: 5. April 2023 Jamule feat. Dardan                             |
| 2023 | Model XV RR Edition                          | Erstveröffentlichung: 8. September 2023 RAF Camora feat. Dardan & Jamule            |
| 2023 | Neyse Youngsta                               | Erstveröffentlichung: 24. November 2023 Uzi feat. Dardan                            |
| 2023 | Killa Kein Märchen                           | Erstveröffentlichung: 15. Dezember 2023 Hava feat. Dardan                           |
| 2023 | Normal Kein Märchen                          | Erstveröffentlichung: 15. Dezember 2023 Hava feat. Dardan                           |
| 2024 | Zangar zangar Kristall                       | Erstveröffentlichung: 11. Januar 2024 Kurdo feat. Dardan                            |

| Jahr | Titel Album    | Anmerkungen                                           |
| ---- | -------------- | ----------------------------------------------------- |
| 2020 | Fiesta Nonstop | Erstveröffentlichung: 28. Februar 2020 mit The Cratez |

## Statistik

### Chartauswertung
|                     | DE     | AT     | CH     |
| ------------------- | ------ | ------ | ------ |
| Nummer-eins-Alben   | DE1DE  | AT—AT  | CH—CH  |
| Top-10-Alben        | DE3DE  | AT3AT  | CH4CH  |
| Alben in den Charts | DE10DE | AT10AT | CH11CH |

|                       | DE     | AT     | CH     |
| --------------------- | ------ | ------ | ------ |
| Nummer-eins-Singles   | DE—DE  | AT—AT  | CH1CH  |
| Top-10-Singles        | DE15DE | AT7AT  | CH9CH  |
| Singles in den Charts | DE90DE | AT64AT | CH84CH |

### Auszeichnungen für Musikverkäufe
Anmerkung: Auszeichnungen in Ländern aus den Charttabellen bzw. Chartboxen sind in ebendiesen zu finden.
| Land/RegionAuszeichnungen für Musikverkäufe (Land/Region, Auszeichnungen, Verkäufe, Quellen) | Gold       | Platin       | Verkäufe  | Quellen           |
| -------------------------------------------------------------------------------------------- | ---------- | ------------ | --------- | ----------------- |
| Deutschland (BVMI)                                                                           | 8× Gold8   | 2× Platin2   | 2.400.000 | musikindustrie.de |
| Österreich (IFPI)                                                                            | 6× Gold6   | 2× Platin2   | 150.000   | ifpi.at           |
| Schweiz (IFPI)                                                                               | 19× Gold19 | 23× Platin23 | 650.000   | hitparade.ch      |
| Insgesamt                                                                                    | 33× Gold33 | 27× Platin27 |           |                   |